# Аксу (Нураталдинський сільський округ)
Аксу́ (каз. Ақсу) — село у складі Шетського району Карагандинської області Казахстану. Входить до складу Нураталдинського сільського округу.
Населення — 257 осіб (2021; 358 у 2009, 372 у 1999, 369 у 1989).
Національний склад станом на 1989 рік:
- казахи — 100 %.